# Dease Lake Airport
Dease Lake Airport är en flygplats i Kanada.   Den ligger i provinsen British Columbia, i den centrala delen av landet, 3 900 km väster om huvudstaden Ottawa. Dease Lake Airport ligger 801 meter över havet.
Terrängen runt Dease Lake Airport är huvudsakligen kuperad. Dease Lake Airport ligger nere i en dal. Trakten runt Dease Lake Airport är nära nog obefolkad, med mindre än två invånare per kvadratkilometer.. Närmaste större samhälle är Dease Lake, 2,4 km nordost om Dease Lake Airport.